# Dubai Tour
Il Dubai Tour (it.: Giro di Dubai) era una corsa a tappe di ciclismo su strada maschile disputata per la prima volta nel febbraio del 2014 nell'emirato arabo di Dubai. Era inserito nell'UCI Asia Tour.
Nel 2015, per la seconda edizione della corsa, il tour passò da categoria 2.1 a 2.HC, permettendo a più squadre UCI World Tour di competere.
Nel 2019 la corsa fu fusa con l'Abu Dhabi Tour dando vita all'UAE Tour.

## Organizzatori
La gara è organizzata dal Dubai Sports Council in collaborazione con RCS Sport, e si è tenuta per la prima volta tra il 5 e l'8 febbraio 2014.

## Classifiche
Durante la gara, il leader della classifica generale indossa una maglia blu, il leader della classifica a punti è denotato da una maglia rossa e miglior giovane dal bianco. La gara non assegna una maglia per gli scalatori.

## Percorso
La corsa è costituita da quattro tappe, solitamente prevalentemente pianeggiante, con alcune parti collinari. Dall'edizione del 2017 è stata inserita anche una quinta tappa.

## Albo d'oro
Aggiornato all'edizione 2018.
| Anno | Vincitore      | Secondo             | Terzo               |
| ---- | -------------- | ------------------- | ------------------- |
| 2014 | Taylor Phinney | Steven Cummings     | Lasse Norman Hansen |
| 2015 | Mark Cavendish | John Degenkolb      | Juan José Lobato    |
| 2016 | Marcel Kittel  | Giacomo Nizzolo     | Juan José Lobato    |
| 2017 | Marcel Kittel  | Dylan Groenewegen   | John Degenkolb      |
| 2018 | Elia Viviani   | Magnus Cort Nielsen | Sonny Colbrelli     |